# Dreimal Hochzeit (1941)
Dreimal Hochzeit ist ein deutscher Spielfilm aus dem Jahr 1941 nach dem gleichnamigen Roman von Hans Gustl Kernmayr. Regie führte Géza von Bolváry, in den Hauptrollen spielten Marte Harell und Willy Fritsch. Die führende Nebenrolle übernahm Theo Lingen.

## Handlung
Russland zur Zarenzeit. Das Regiment des Fürsten Woronin quartiert sich auf der Durchreise im Gutsbesitz von Vera Petrowna ein, die den Hof von ihrem verstorbenen Vater übernommen hat. In der Annahme, es handele sich bei der Eigentümerin um eine greise Witwe, bezieht der Fürst sofort sein Zimmer und lässt seine Untergebenen die Aufwartung machen. Diese zeigen sich begeistert von der jungen Frau und verbringen ein fröhliches Abendessen mit ihr, bei dem Vera Petrowna schließlich ein Lied anstimmt. Davon angelockt, stellt der Fürst verblüfft fest, dass es sich bei der Gutsbesitzerin um eine attraktive Frau handelt, rät ihr, die schöne Gesangsstimme ausbilden zu lassen und schickt sein Regiment hinaus auf eine nächtliche Übung, um mit ihr allein zu sein. Vera Petrowna lässt sich darauf jedoch nicht ein, so dass der Fürst die Nacht mit dem Hausverwalter verbringt, der ihm die Lebensgeschichte von Vera erzählt. Nichtsdestotrotz hat auch Vera Petrowna Feuer gefangen und fragt am nächsten Morgen ihrerseits den Hausverwalter über den Fürsten aus. Als sich beide schließlich gegenseitig ihre Sympathie gestehen, erhält der Fürst einen Marschbefehl und muss den Hof verlassen, nicht jedoch ohne Vera Petrowna mit einem Kuss einen Heiratsantrag zu machen.
Kurz darauf nimmt er seine zukünftige Frau mit nach St. Petersburg, um dort öffentlich Verlobung zu feiern. Während Veras Familie stolz und glücklich ist, befürchtet die adelige Familie des Fürsten das schlimmste und wird bestätigt: die St. Petersburger Gesellschaft boykottiert die Feier. Als der Fürst darüber hinaus mit dem Wunsch des Zaren konfrontiert wird, eine andere zur Frau zu nehmen, beschließt er, Vera innerhalb von 24 Stunden heimlich zu heiraten und bestellt sie am nächsten Tag in die Kirche. Aber sie erscheint nicht, sondern hinterlässt ihm stattdessen einen Brief, mit der Bitte sie zu vergessen.
Jahre später, 1920 in Berlin. Vera Petrowna hat den einstigen Rat des Fürsten befolgt und ihre Stimme ausbilden lassen. Unter dem Künstlernamen Vera Nikolskaja ist sie zu einer europaweit gefeierten Sängerin avanciert. Ihr zur Seite steht Cousin Felix, der schon einst in St. Petersburg als Regisseur am Theater tätig war, jetzt Veras Gastspiele inszeniert und außerdem als ihr Manager fungiert. Anlässlich des Berliner Gastspiels ist ein amerikanischer Impresario angereist, um Vera für eine US-Tournee durch 350 Theater zu verpflichten. Auf dem Weg zur Vertragsunterzeichnung begegnet Vera plötzlich dem ehemaligen Fürsten Woronin, der seit der Russischen Revolution mit seiner Familie im Berliner Exil lebt und sich als Taxifahrer über Wasser hält, während seine Familie ein Restaurant betreibt. Da sie den Fürsten ohnehin seit Jahren in jeder Stadt sucht, lässt Vera den US-Unternehmer stehen und fährt mit Woronin ins Restaurant seiner Familie, um sich dort erneut mit ihm zu verloben. Währenddessen verhandelt ihr Cousin den Vertrag für die US-Gastspielreise.
Am nächsten Tag besucht Woronin Vera im Theater. Es herrscht eine hektische Atmosphäre, alles dreht sich um die Sängerin, die kaum Zeit für ihren zukünftigen Gatten hat. Er fühlt sich zunehmend unwohl. Als ihm Veras Cousin zusätzlich seinen Plan für die US-Tournee eröffnet, mit dem ehemaligen Adelstitel Woronins werben und die dortigen Gastspiele als Revue des Fürsten Woronin durchführen zu wollen, ist er konsterniert und zweifelt an der Richtigkeit der in wenigen Tagen geplanten Hochzeit. Obwohl Vera ihre Karriere für ihn aufgeben möchte, lässt er den Termin platzen und erscheint nicht zu der von Veras Cousin als Großveranstaltung angelegten Vermählung, sondern hinterlässt Vera stattdessen einen Brief.
Zwei Jahre später auf einem Kreuzfahrtschiff. Vera Petrowna arbeitet als Mannequin innerhalb einer von ihrem Cousin als Conférencier begleiteten Modenschau, nachdem sie ihr Geld durch Fehlinvestitionen in ihre letzten Revuen verloren hat. Auch Woronin ist auf dem Schiff tätig und trifft dort zufällig auf seinen alten Regimentskameraden Tatarinoff, der mittlerweile mit einer Amerikanerin verheiratet ist. Als Tatarinoff ihm gerade auf dem Luxusdeck seine Frau und deren Freundinnen vorstellt, sieht ihn Vera und missversteht die Situation. In der Folge will sie in der Modenschau nicht auftreten, um Woronin nicht begegnen zu müssen. Dieser ist jedoch gar nicht reich, sondern arbeitet als Barkeeper auf dem Schiff. Als Vera schließlich doch auftritt, erkennen sich beide, stellen fest, dass sie nunmehr derselben Gesellschaftsschicht angehören und eilen zum Kapitän, der umgehend ihre Hochzeit vornimmt.

## Produktionsnotizen
Die Dreharbeiten zu „Dreimal Hochzeit“ wurden im Januar und Februar 1941 in den Wiener Rosenhügel-Filmstudios durchgeführt. Die beiden Darsteller Willy Fritsch und Hans Zesch-Ballot waren parallel auch für den UFA-Film Anschlag auf Baku verpflichtet und daher gezwungen, zwischen den Drehorten in Wien und den Atelieraufnahmen in den Potsdamer Filmstudios zu pendeln.
Am 16. Mai 1941 zensiert, fand die Uraufführung des Films am 24. Juni 1941 im Berliner Gloria-Palast statt. Nach kurzer Spieldauer wurde er jedoch wieder aus den Programmen der deutschen Filmtheater genommen und nur teilweise im Ausland gezeigt, da eine Russland-freundliche Darstellung innerhalb der Filmhandlung durch den zwei Tage vor dem Filmstart real erfolgten Angriff der Deutschen Wehrmacht auf die damalige Sowjetunion nicht mehr mit der propagierten NS-Ideologie übereinstimmte.
Im ersten Nachkriegsjahr 1945 blieb der Film wiederum aufgrund einer als anti-sowjetisch empfundenen Textpassage (Es gibt keinen Zar mehr – es gibt kein Russland mehr) seitens der Alliierten kurzzeitig verboten. Eine Szene des Films kann außerdem als anti-amerikanisch interpretiert werden, etwa als behauptet wird, amerikanische Frauen seien erpicht auf russische Adelstitel und würden nur deshalb Exil-russische Männer heiraten.

## Musik
Marte Harell singt das russische Volkslied Nitschewo, begleitet von den Wiener Philharmonikern.

## Wissenswertes
Der Film enthält einen Regiefehler. Für eine Episode des Films, die ausweislich 1920 in Berlin spielen soll, werden Aufnahmen der Stadt gezeigt, unter anderem der Berliner Funkturm. Dieser wurde jedoch erst 1925 errichtet. Derselbe Filmausschnitt zeigt außerdem das erst 1937 fertiggestellte Berliner Messegelände.

## Kritik
„Erst nachdem beide gleichermaßen verarmt sind, werden die Standesunterschiede zwischen einem russischen Fürsten und einer jungen Gutsbesitzerin gegenstandslos. Im zaristischen wie im nachrevolutionären Russland angesiedelter wirklichkeitsferner Revuefilm, der sich um unbeschwerte Unterhaltung bemüht. Sowohl von den Nazis als auch nach 1945 von den Alliierten verboten.“